# Аллея Жемчуговой
Аллея Жемчуго́вой — улица на востоке Москвы, в районе Вешняки Восточного административного округа, между улицей Юности и Вешняковской улицей. Названа в 1970 году в честь актрисы крепостного театра графов Шереметевых Прасковьи Ковалёвой (сценический псевдоним Жемчугова). Аллея выводит к усадьбе Кусково — бывшему имению Шереметевых.

## Расположение
Аллея Жемчуговой проходит с запада на восток, начинается от улицы Юности напротив усадьбы Кусково, идёт на восток и заканчивается на Вешняковской улице, переходя в Реутовскую улицу. Вдоль южной стороны аллеи расположен парк «Радуга» с Большим Графским прудом.

## Учреждения и организации
- Дом 1Б — детская музыкальная школа им. Д. Д. Шостаковича;
- Дом 1А — Перовский школьник (школьное питание);
- Дом 7 — Центр творчества детей и юношества; средняя школа № 1028; Комиссия по комплектованию государственных дошкольных образовательных учреждений ВАО района Вешняки.